# Rozkurcz izowolumetryczny
Rozkurcz izowolumetryczny – stan tuż po fazie skurczu serca. Następuje rozprężenie mięśnia sercowego. Komory są opróżnione z krwi, zastawki przedsionkowo-komorowe i półksiężycowate zamknięte, w aorcie ciśnienie skurczowe. Do przedsionków biernie wlewa się krew z powrotu żylnego.